# ديفيد دوارتي
ديفيد دوارتي هو لاعب كرة قدم برازيلي، ولد في 24 يناير 1995 في ريو غراندي في البرازيل. لعب مع نادي غوياس.

## وصلات خارجية
- ديفيد دوارتي على موقع قاعدة بيانات كرة القدم.إي يو (الإنجليزية)
- ديفيد دوارتي على موقع Soccerway.com (الإنجليزية)